# Fort William
Fort William er en by i Lochaber i det skotske højland, der ligger på østbreden af Loch Linnhe. Ved folketællingen i 2011 havde Fort William et indbyggertal på 10.459, hvilket gør det til den næststørste bosættelse i både Highland council area og hele det skotske højland, hvor kun Inverness er større.
Fort William er et stort turistcenter på Road to the Isles, med Glen Coe mod syd, Ben Nevis og Aonach Mòr mod øst, og Glenfinnan mod vest. Det er en vigtigt sted for vandring og klatring fordi det ligger i nærheden af Ben Nevis og mange andre Munroer. Den er også kendte for sin nærliggende bjerg-cykelrute, der er både start- og slutsted for både West Highland Way (Milngavie – Fort William) og Great Glen Way (en vandre- og cykelruete fra Fort William–Inverness).
Omkring 726 personer (7,33% af befolkningen) kan tale gælisk.